# ニール・パーヴィス
ニール・パーヴィス（Neal Purvis、1961年9月9日 - ）は、イギリスの脚本家である。

## 人物
ロバート・ウェイドと共に『007 ワールド・イズ・ノット・イナフ』以降の映画『007』シリーズの脚本を手がけていることで知られる。『カジノ・ロワイヤル』では英国アカデミー賞 脚色賞にノミネートされた。

## フィルモグラフィ
- Let Him Have It (1991)
- 007 ワールド・イズ・ノット・イナフ The World Is Not Enough (1999)
- プランケット&マクレーン Plunkett & Macleane (1999)
- 007 ダイ・アナザー・デイ Die Another Day (2002)
- ジョニー・イングリッシュ Johnny English (2003)
- ブライアン・ジョーンズ ストーンズから消えた男 Stoned (2005)
- 007 カジノ・ロワイヤル Casino Royale (2006)
- 007 慰めの報酬 Quantum of Solace (2008)
- 007 スカイフォール Skyfall (2012)[1]
- 007 スペクター Spectre (2015)
- Barbarella (TBA)[2]
- SS-GB ナチスが戦争に勝利した世界 SS-GB (2017)
- 007 ノー・タイム・トゥ・ダイ No Time to Die (2020)